# Isolotto del Conte (Eso)
L'isolotto del Conte, isola del Conte, Conte, scoglio Knesac o Knesak (in croato: Knežak) è una piccola isola della Croazia che fa parte dell'arcipelago zaratino. Si trova nel mare Adriatico a est di Eso e a sud-ovest di Ugliano, nelle acque del canale di Mezzo (Srednji kanal). Amministrativamente appartiene al comune di Zara, nella regione zaratina.

## Geografia
L'isolotto del Conte si trova a nord del porto di Eso Piccolo (Mali Iž) e della valle Conte (uvala Knež); la sua distanza minima dall'isola di Eso è di 160 m, mentre dista da Ugliano 2,9 km. L'isolotto ha una superficie di 0,358 km², la sua costa è lunga 2,36 km e l'altezza massima è di 60,2 m.

### Isole adiacenti
- Ruta[5][12], Raugnac[6][7] o Rutgnak[8](Rutnjak), piccolo isolotto 1,2 km[2] a nord-ovest di fronte al porto di Eso Grande (uvala Veli Iž); ha una superficie di 0,025 km²[1], una costa lunga 0,67 km[1] e un'altezza di 15,2 m[2] 44°03′13″N 15°07′18″E.

### Cartografia
- (HR) Mappa topografica della Croazia 1:25000, su preglednik.arkod.hr. URL consultato il 20 giugno 2017.
- G. Giani, Carta prospettiva delle Comuni censuarie della Dalmazia, foglio 2, 1839. Fondo Miscellanea cartografica catastale, Archivio di Stato di Trieste.
- Carta di cabottaggio del mare Adriatico, foglio VII, Milano, Istituto geografico militare, 1822-1824. URL consultato il 20 giugno 2017 (archiviato dall'url originale il 13 aprile 2013).